# بلبوس أناضولي
بلبوس أناضولي (الاسم العلمي:Muscari anatolicum) هو نوع من النباتات يتبع جنس البلبوس من الفصيلة الهليونية.